# 테크앤비욘드
테크앤비욘드(TECH & beyond)는 대한민국에서 발행되는 산업·과학기술 월간지다. 미디어그룹 머니투데이가 발행하는 산업 및 과학기술 월간간행지로 2013년 4월 25일 창간됐다.
TECH&beyond는 IT, 에너지, 바이오 등 다양한 분야의 기술 변화와 국내외 기술 선도자들의 이야기를 담아낸다. 기술에 대한 전문지식 뿐만 아니라 인문, 철학, 예술까지 다양한 장르와의 융합을 추구하며 기술이 바꿀 미래의 모습을 진단한다. 세계적 기술매거진 MIT테크놀로지리뷰의 콘텐츠를 독점 게재하고 있다. 월간지의 장점인 심층분석과 온라인뉴스의 신속성을 모두 살린 뉴스를 독자에게 제공함으로써 새로운 기술 정보에 민감한 독자들의 욕구를 충족한다를 목표를 갖고 있다.
2015년 3월호부터 매거진 제호를 TECH M(테크엠)으로 바꿨다. 